# Zagłębie Lubin
El Zagłębie Lubin es un club deportivo de la ciudad de Lubin, en Polonia. Fundado en 1945, sus colores tradicionales son el naranja y el blanco. Su equipo de fútbol milita en la Ekstraklasa, la máxima categoría del fútbol polaco, y disputa sus partidos como local en el Estadio Zagłębie Lubin, con capacidad para 16 000 espectadores. El Zagłębie Lubin dispone igualmente de varias secciones deportivas, destacando la de balonmano masculino y femenino.

## Historia
El club fue creado 10 de septiembre de 1945 como OMTUR Lubin. Se llamó Międzyzakładowy Klub Sportowy "Zagłębie" Lubin de 1998. 
El Zagłębie jugó su primera temporada en la primera división polaca en 1985-86. Fue a la segunda división dos años después, pero volvió en 1990 y en la temporada 1990-91 ganó su primer campeonato de Polonia con Stanisław Świerk como el entrenador (de a 12 a la última jornada). En 2002 el Zagłębie descendió a la segunda división una vez más para una temporada. 
En 2006 ganó el tercer puesto en la liga y en 2007 su segundo campeonato de Polonia. También jugó dos veces en el final de la Copa de Polonia (en 2005 y 2006).
El 9 de mayo de 2007 el expresidente del Zagłębie fue arrestado por la sospecha de que tomó parte en el escándalo por amaño de partidos y cuando un tribunal declaró el club culpable, el Zagłębie fue castigado con el descenso a la segunda división. 

## Jugadores

### Plantilla 2024/25
Actualizado el 21 de julio de 2024.

### Jugadores destacados
| - Adam Matysek - Adam Zejer - Aleksandar Todorovski - Andrzej Niedzielan - Dariusz Marciniak - Dariusz Żuraw - Eugeniusz Ptak - Iliyan Mitsanski - Janusz Kudyba - Jarosław Bako - Jarosław Góra - Jerzy Podbrożny - Łukasz Piszczek - Maciej Iwański | - Maciej Śliwowski - Manuel Arboleda - Marek Godlewski - Mariusz Lewandowski - Michał Gliwa - Mirosław Dreszer - Olgierd Moskalewicz - Piotr Czachowski - Radosław Kałużny - Romuald Kujawa - Sławomir Majak - Stefan Machaj - Wojciech Łobodziński |

## Entrenadores
| - Zdzisław Wolsza (1976) - Alojzy Łysko (1987–88) - Stanisław Świerk (1988–90) - Marian Putyra (1990–92) - Jerzy Fiutowski (1993–94) - Mirosław Dragan (1994) - Wiesław Wojno (1994–95) - Andrzej Strejlau (1995–96) - Mirosław Dragan (1996) - Adam Topolski (1996–97) - Mirosław Jabłoński (1998–01) - Stefan Majewski (2001) - Jerzy Wyrobek (2001–02) - Adam Nawalka (2002) - Wiesław Wojno (2002–03) - Adam Topolski (2003) - Žarko Olarević (2003) - Drazen Besek (2003–05) - Franciszek Smuda (2005–06) - Marek Kusto (2005) - Edward Klejndinst (2006) | - Czesław Michniewicz (2006–07) - Rafał Ulatowski (2007–08) - Dariusz Fornalak (2008) - Robert Jonczyk (2008–09) - Orest Lenczyk (2009) - Andrzej Lesiak (2009) - Franciszek Smuda (2009) - Marek Bajor (2009–11) - Marcin Broniszewski (2011) - Jan Urban (2011) - Pavel Hapal (2011–13) - Adam Buczek (2013) - Orest Lenczyk (2013–14) - Piotr Stokowiec (2014–17) - Mariusz Lewandowski (2017–18) - Ben van Dael (2018–19) - Paweł Karmelita (2019) - Martin Ševela (2019–21) - Dariusz Żuraw (2021) - Piotr Stokowiec (2021–22) - Waldemar Fornalik (2022–) |

## Palmarés

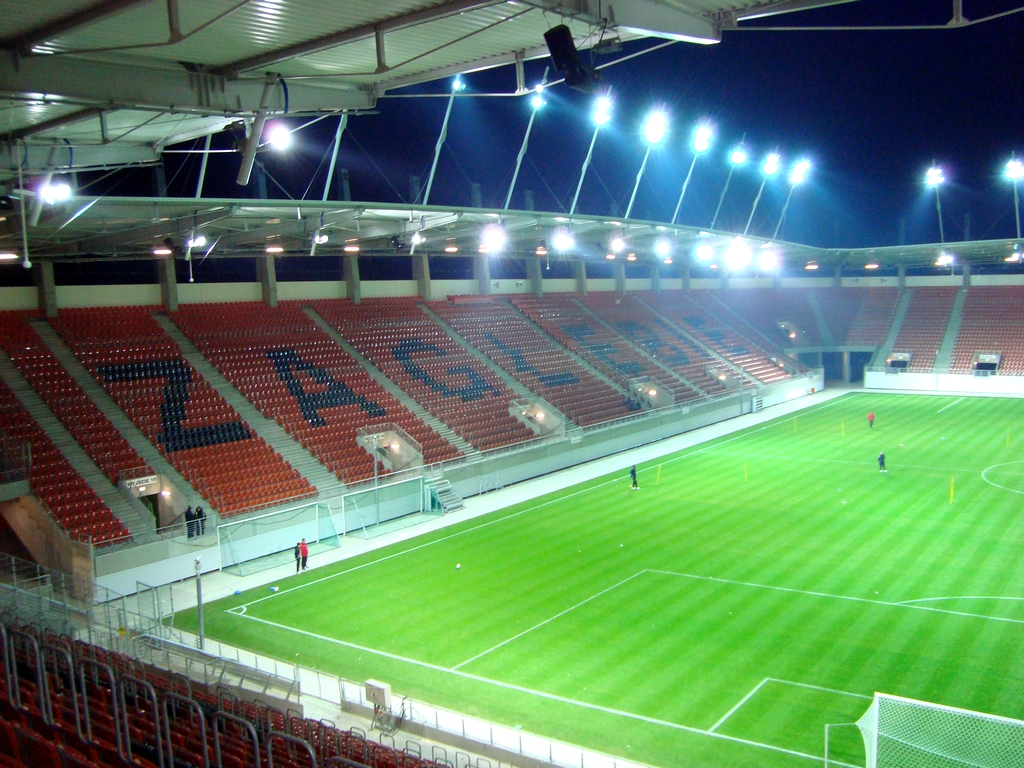
Dialog Arena.

### Torneos nacionales
- Ekstraklasa: 2

1991, 2007
- - Segundo puesto en la liga: 1990
  - Tercer puesto en la liga: 2006
- Copa de Polonia: 0
  - Finales: 2005, 2006
- Supercopa de Polonia: 1

2007
- - Final: 1991
- Copa de la Liga Polaca: 0
  - Final: 2001
- I Liga: 1

2015

## Participación en competiciones de la UEFA
| Temporada | Torneo                | Ronda             | Club            | Resultado        |
| --------- | --------------------- | ----------------- | --------------- | ---------------- |
| 1990–91   | UEFA Cup              | Primera ronda     | Bologna         | 0–1, 0–1         |
| 1991–92   | European Cup          | Primera ronda     | Brøndby         | 0–3, 2–1         |
| 1995–96   | UEFA Cup              | Clasificatoria    | Shirak          | 0–0, 1–0         |
| 1995–96   | UEFA Cup              | Primera ronda     | AC Milan        | 0–4, 1–4         |
| 1996      | UEFA Intertoto Cup    | Fase de grupos    | SV Ried         | 2–1              |
| 1996      | UEFA Intertoto Cup    | Fase de grupos    | Silkeborg       | 0–0              |
| 1996      | UEFA Intertoto Cup    | Fase de grupos    | Conwy United    | 3–0              |
| 1996      | UEFA Intertoto Cup    | Fase de grupos    | Charleroi       | 0–0              |
| 2000      | UEFA Intertoto Cup    | Primera ronda     | Vilash Masalli  | 4–0, 3–1         |
| 2000      | UEFA Intertoto Cup    | Segunda ronda     | Slaven Belupo   | 1–1, 0–0         |
| 2001      | UEFA Intertoto Cup    | Primera ronda     | Hibernians      | 4–0, 0–1         |
| 2001      | UEFA Intertoto Cup    | Segunda ronda     | Lokeren         | 2–2, 1–2         |
| 2002      | UEFA Intertoto Cup    | Primera ronda     | Dinaburg        | 1–1, 0–1         |
| 2006–07   | UEFA Cup              | 1ª Clasificatoria | Dinamo Minsk    | 1–1, 0–0 (v)     |
| 2007–08   | UEFA Champions League | 2ª Clasificatoria | Steaua Bucarest | 0–1, 1–2         |
| 2016–17   | UEFA Europa League    | 1ª Clasificatoria | Slavia Sofia    | 3–0, 0–1         |
| 2016–17   | UEFA Europa League    | 2ª Clasificatoria | Partizan        | 0–0, 0–0 (4–3 p) |
| 2016–17   | UEFA Europa League    | 3ª Clasificatoria | SønderjyskE     | 1–2, 1–1         |